# Gestão Ranolfo Vieira Júnior no governo do Rio Grande do Sul
O governo Ranolfo Vieira Júnior, também chamado de gestão Ranolfo Vieira Júnior no governo do Rio Grande do Sul, teve início no dia 31 de março de 2022 após sua assunção como governador e acabou em 1 de janeiro de 2023, com a posse de Eduardo Leite como sucessor de Ranolfo. O vice-governador Ranolfo Vieira foi eleito como companheiro de chapa de Eduardo Leite e assumiu a posição de Leite após sua renúncia. Sua posse no cargo significa o terceiro governo do PSDB no Rio Grande do Sul e a primeira vez desde Sinval Guazzelli que um vice assume a chefia do Executivo gaúcho.

## Antecedentes

### Eleição estadual de 2018
Ranolfo Vieira inicialmente foi pré-candidato ao cargo de governador do Rio Grande do Sul pelo Partido Trabalhista Brasileiro (PTB) porém retirou a candidatura após seu partido decidir apoiar a candidatura do tucano Eduardo Leite, sendo escolhido como vice na chapa de Leite.

### Gestão Eduardo Leite
Durante o Governo Leite, Ranolfo foi secretário da Segurança Pública. Em 2021 desfiliou-se no PTB devido aos ataques de Roberto Jefferson ao Eduardo Leite, se juntando no PSDB final do ano.

### Renúncia de Eduardo Leite
Eduardo Leite renunciou o cargo para poder concorrer às prévias presidenciais do PSDB em 2021 como candidato. Com a sua renúncia, Ranolfo foi empossado governador em 31 de março de 2022.

## Secretariado
Junto com a desincompatibilização de Eduardo Leite, vários secretários pediram exoneração para poder disputar nas eleições, gerando 11 vacâncias que foram preenchidas em 4 de abril de 2022.
Geralmente, os partidos que os indicaram também escolhiam seus sucessores, no entanto, como os partidos PL, PP, PSB e REP decidiram não apoiar a candidatura de Eduardo Leite, eles não mantiveram pastas na Gestão Ranolfo, algo que acarretou na diminuição de legendas com representação no primeiro escalão.
      Independente (10) /       PSDB (3) /       MDB (3) /       UNIÃO (2) /       PODE (1) /       CDN (1) /       PSD (1) /       PTB (1)
| Pasta                                 | Incumbente                   | Partido | Partido                                 | Mandato                                    |
| ------------------------------------- | ---------------------------- | ------- | --------------------------------------- | ------------------------------------------ |
| Agricultura                           | Domingos Velho               |         | Independente                            | 31 de março de 2022 - 1 de janeiro de 2023 |
| Casa Civil                            | Artur Lemos                  |         | Partido da Social Democracia Brasileira | 31 de março de 2022 - 1 de janeiro de 2023 |
| Comunicação                           | Tânia Moreira                |         | Independente                            | 31 de março de 2022 - 1 de janeiro de 2023 |
| Cultura                               | Beatriz Araújo               |         | Independente                            | 31 de março de 2022 - 1 de janeiro de 2023 |
| Desenvolvimento Econômico             | Joel Ernesto Lopes Maraschin |         | Movimento Democrático Brasileiro        | 31 de março de 2022 - 1 de janeiro de 2023 |
| Desenvolvimento Urbano                | Rafael Mallmann              |         | União Brasil                            | 31 de março de 2022 - 1 de janeiro de 2023 |
| Educação                              | Raquel Teixeira              |         | Partido da Social Democracia Brasileira | 31 de março de 2022 - 1 de janeiro de 2023 |
| Esportes e Lazer                      | Letícia Boll                 |         | Partido Social Democrático              | 31 de março de 2022 - 1 de janeiro de 2023 |
| Fazenda                               | Marco Aurélio Santos Cardoso |         | Independente                            | 31 de março de 2022 - 1 de janeiro de 2023 |
| Inovação, Ciência e Tecnologia        | Alcides Balestri             |         | Independente                            | 31 de março de 2022 - 1 de janeiro de 2023 |
| Justiça e Sistema Penal               | Mauro Hauschild              |         | Independente                            | 31 de março de 2022 - 1 de janeiro de 2023 |
| Igualdade                             | Márcia de la Torre           |         | Cidadania                               | 31 de março de 2022 - 1 de janeiro de 2023 |
| Meio Ambiente e Infraestrutura        | Marjorie Kaufmann            |         | Partido da Social Democracia Brasileira | 31 de março de 2022 - 1 de janeiro de 2023 |
| Obras                                 | Volnei Minozzo               |         | União Brasil                            | 31 de março de 2022 - 1 de janeiro de 2023 |
| Planejamento                          | Claúdio Gastal               |         | Independente                            | 31 de março de 2022 - 1 de janeiro de 2023 |
| Procuradoria-Geral do Estado          | Eduardo Cunha da Costa       |         | Independente                            | 31 de março de 2022 - 1 de janeiro de 2023 |
| Relações Federativas e Internacionais | Patrícia Kotlinski           |         | Independente                            | 31 de março de 2022 - 1 de janeiro de 2023 |
| Saúde                                 | Arita Bergmann               |         | Movimento Democrático Brasileiro        | 31 de março de 2022 - 1 de janeiro de 2023 |
| Segurança                             | Vanius Cesar                 |         | Independente                            | 31 de março de 2022 - 1 de janeiro de 2023 |
| Trabalho                              | Hamilton Sossmeyer           |         | Partido Trabalhista Brasileiro          | 31 de março de 2022 - 1 de janeiro de 2023 |
| Transportes                           | Luiz Gustavo de Souza        |         | Movimento Democrático Brasileiro        | 31 de março de 2022 - 1 de janeiro de 2023 |
| Turismo                               | Rafael Ayub                  |         | Podemos                                 | 31 de março de 2022 - 1 de janeiro de 2023 |

## Votações importantes
A União exigiu a adequação do teto de gastos para a entrada no Regime de Recuperação Fiscal, a Assembleia Legislativa aprovou esse projeto.
| Dia da Votação   | Dia da Votação | 17 de maio de 2022         |
| ---------------- | --- | -------------------------- |
| Votos Requeridos | Votos Requeridos | Maioria Simples (Aprovado) |
|                  | Sim - • MDB (7) - • PP (7) - • PSDB (6) - • REP (4) - • UNIÃO (2) - • NOVO (2) - • PTB (1) - • CDN (1) - • PSD (1) - • PODE (1) | 32 / 55                    |
|                  | Não - • PT (7) - • PDT (3) - • PSB (2) - • PL (1)                                                                               | 13 / 55                    |
|                  | Abstenção - • PL (4) | 4 / 55                     |
|                  | Não Votou - • MDB (1) - • PDT (1) - • PSOL (1)                                                                                  | 10 / 55                    |

Ainda na gestão Eduardo Leite, o governo estadual anunciou que estaria investindo 500 milhões nos trechos gaúchos das rodovias BR-116 e BR-290, estradas sob competência do Governo Federal. O Governo Estadual justificou o projeto de lei afirmando que os investimentos eram imprescindíveis para o desenvolvimento regional e que não poderia esperar o Governo Federal, que havia alocado apenas 500 milhões em todas as rodovias gaúchas.
Durante a gestão Ranolfo, o governo deu urgência ao PL 51/2022, levando tema direito ao plenário. Entre os deputados estaduais, houve uma enorme controvérsia sobre os méritos do projeto. No lado governista, o ex-secretário de Transportes Juvir Costella argumentou pela viabilidade do projeto e o ex-líder de governo Frederico Antunes falou que os recursos iriam aumentar a celeridade dos projetos. No lado da oposição, o deputado estadual Jeferson Fernandes disse que o projeto de lei tinha caráter "eleitoreiro" enquanto Fábio Ostermann criticou o uso de urgência no projeto.
A votação terminou em empate, com 25 votos favoráveis e 25 votos contrários. Então Valdeci Oliveira, presidente da Assembleia Legislativa, deu o voto de minerva para derrotar o projeto.
| Dia da Votação   | Dia da Votação | 12 de julho de 2022         |
| ---------------- | --- | --------------------------- |
| Votos Requeridos | Votos Requeridos | Maioria Simples (Rejeitado) |
|                  | Sim - • PSDB (6) - • PP (5) - • MDB (3) - • REP (3) - • UNIÃO (3) - • PL (1) - • PSD (1) - • PTB (1) - • PDT (1) - • CDN (1) | 25 / 55                     |
|                  | Não - • PT (9) - • MDB (4) - • PL (3) - • PDT (3) - • PP (2) - • NOVO (2) - • REP (1) - • PSB (1) - • PSOL (1)               | 26 / 55                     |
|                  | Abstenção | 0 / 55                      |
|                  | Não Votou - • MDB (1) - • PL (1) - • PSB (1) - • PODE (1)                                                                    | 4 / 55                      |

Governo buscou a desregulamentação da Lei Kiss.
| Dia da Votação   | Dia da Votação | 22 de dezembro de 2022     |
| ---------------- | --- | -------------------------- |
| Votos Requeridos | Votos Requeridos | Maioria Simples (Aprovado) |
|                  | Sim - • MDB (7) - • PP (7) - • PSDB (6) - • PL (5) - • PDT (3) - • REP (3) - • UNIÃO (2) - • NOVO (2) - • PSB (1) - • PTB (1) - • PSD (1) - • CDN (1) | 39 / 55                    |
|                  | Não - • PT (6) - • PSOL (1) | 7 / 55                     |
|                  | Abstenção | 0 / 55                     |
|                  | Não Votou - • PT (3) - • MDB (1) - • PDT (1) - • REP (1) - • UNIÃO (1) - • PSB (1) - • PODE (1)                                                       | 10 / 55                    |